# Kalama
Kalama é uma cidade localizada no estado norte-americano de Washington, no Condado de Cowlitz.

## Demografia
Segundo o censo norte-americano de 2000, a sua população era de 1783 habitantes.
Em 2006, foi estimada uma população de 2039, um aumento de 256 (14.4%).

## Geografia
De acordo com o United States Census Bureau tem uma área de
6,0 km², dos quais 5,9 km² cobertos por terra e 0,1 km² cobertos por água. Kalama localiza-se a aproximadamente 107 m acima do nível do mar.

## Localidades na vizinhança
O diagrama seguinte representa as localidades num raio de 16 km ao redor de Kalama.